# País de Fougères
El País de Fougères (bretó Bro Felger) és un país (Llei Voynet), que aplega cinc Comunitats de comunes: la Comunitat de comunes Fougères Comunitat, la Comunitat de comunes Louvigné Comunitat, la Comunitat de comunes del cantó d'Antrain, la Comunitat de comunes del Coglais i la Comunitat de comunes del País de Saint-Aubin-du-Cormier.

## Galeria del país de Fougères

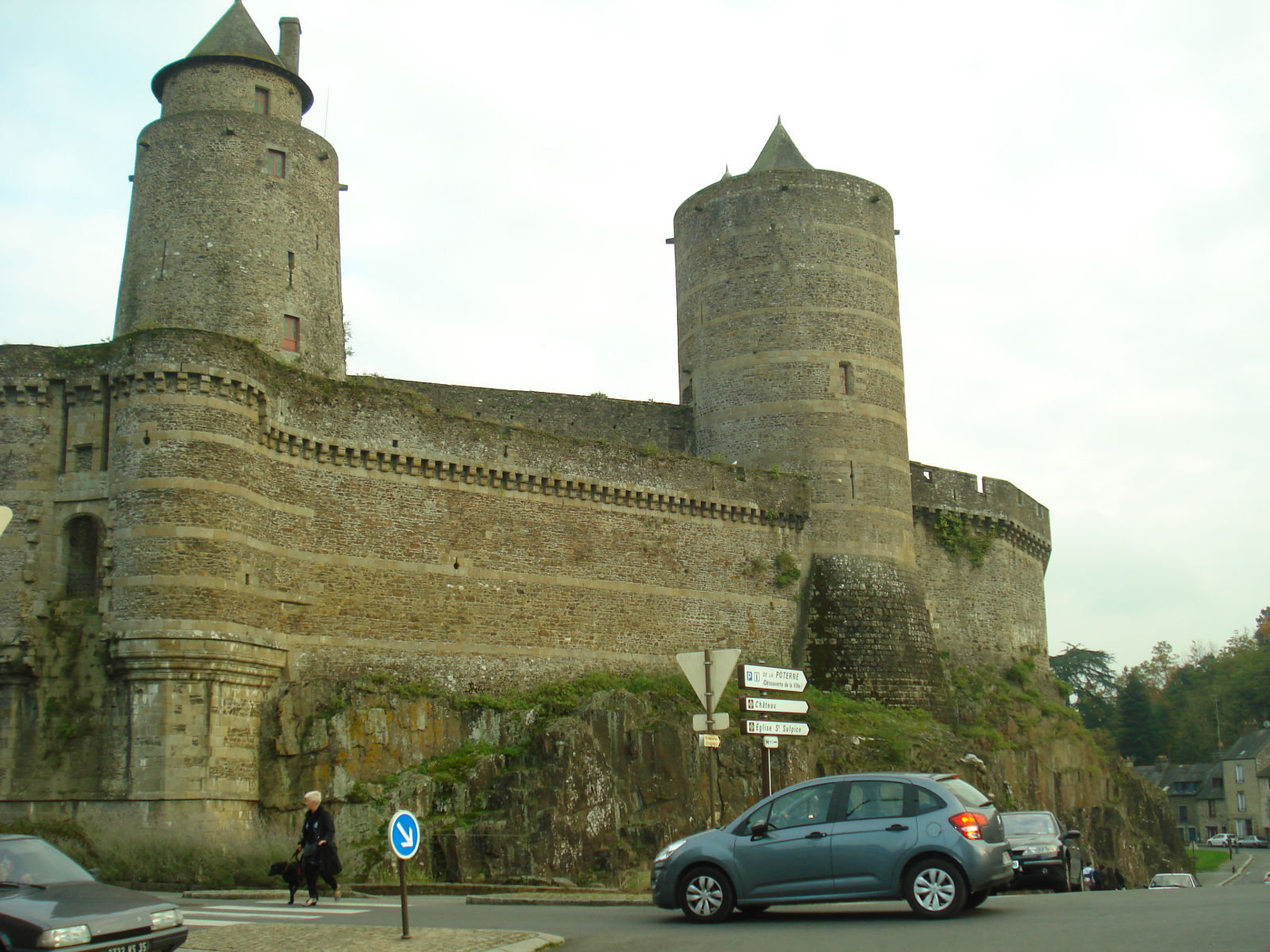
Castell de Fougères
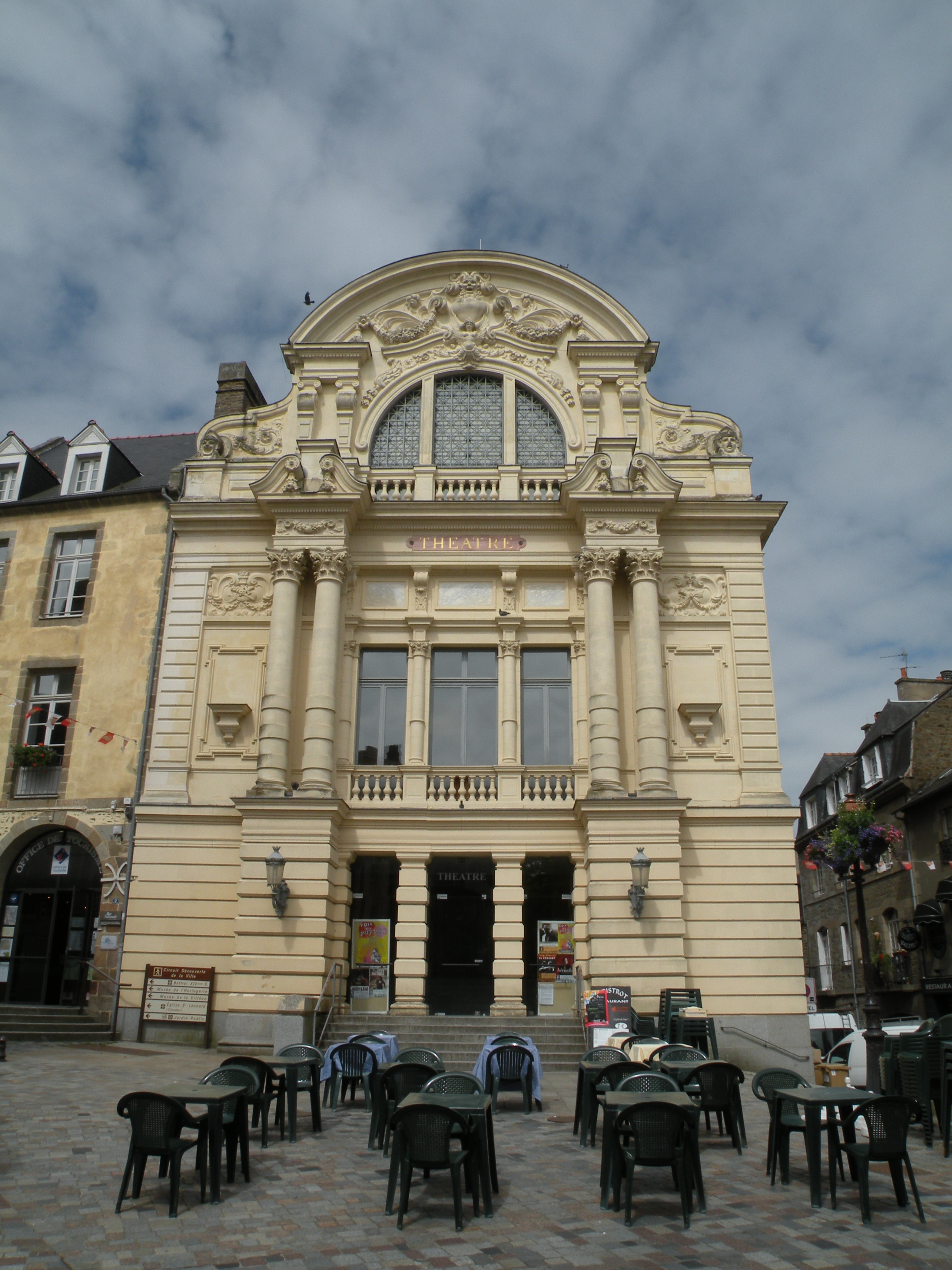
Teatre Victor Hugo, Fougères
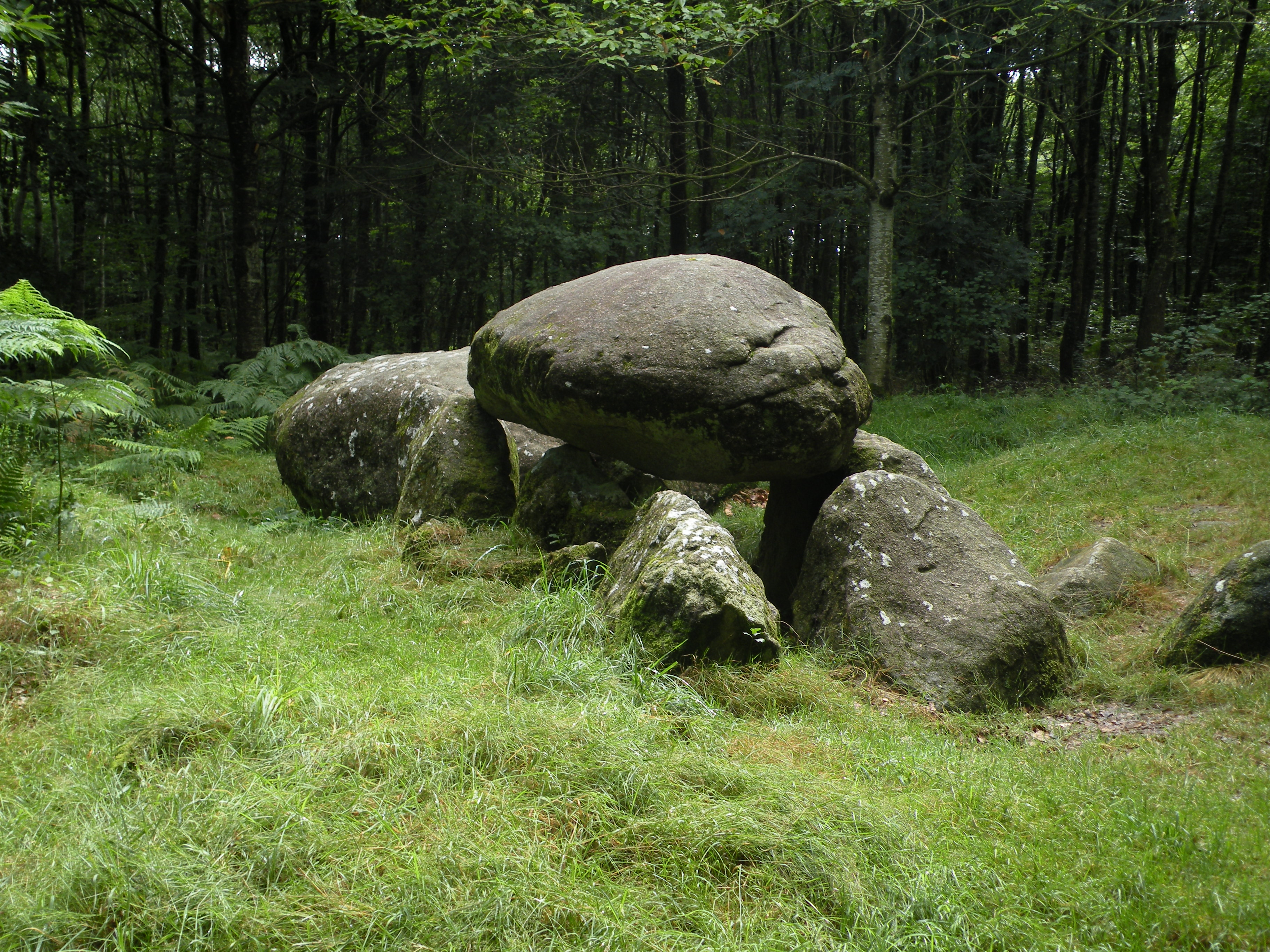
Bosc de Fougères - Landéan
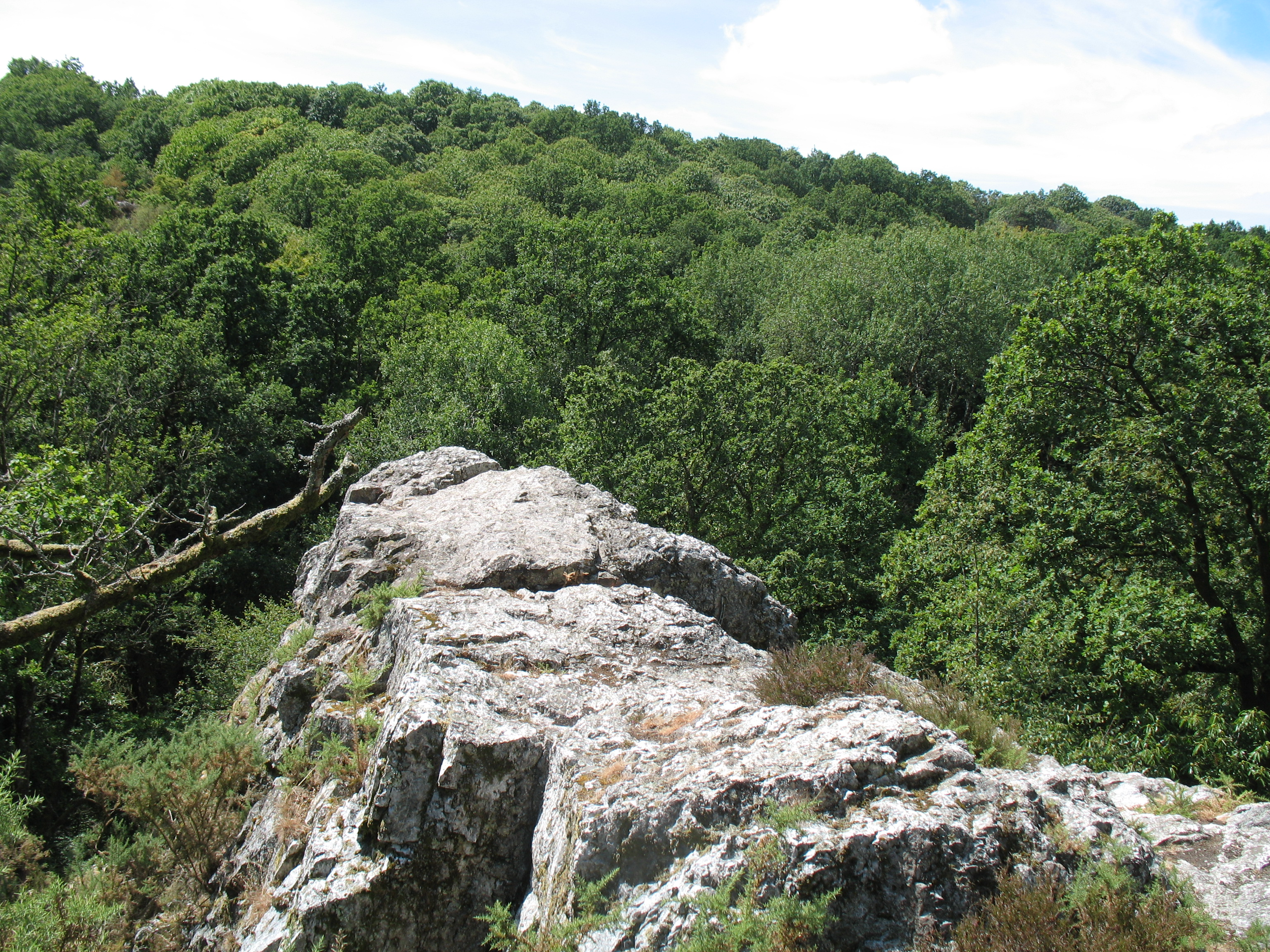
Le Saut Roland - Dompierre du Chemin
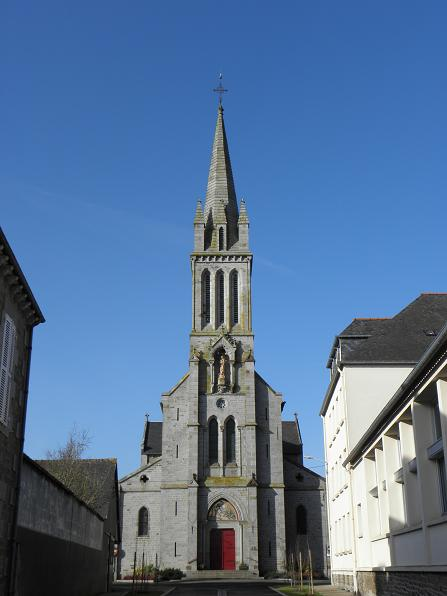
Església de Saint-Georges-de-Reintembault
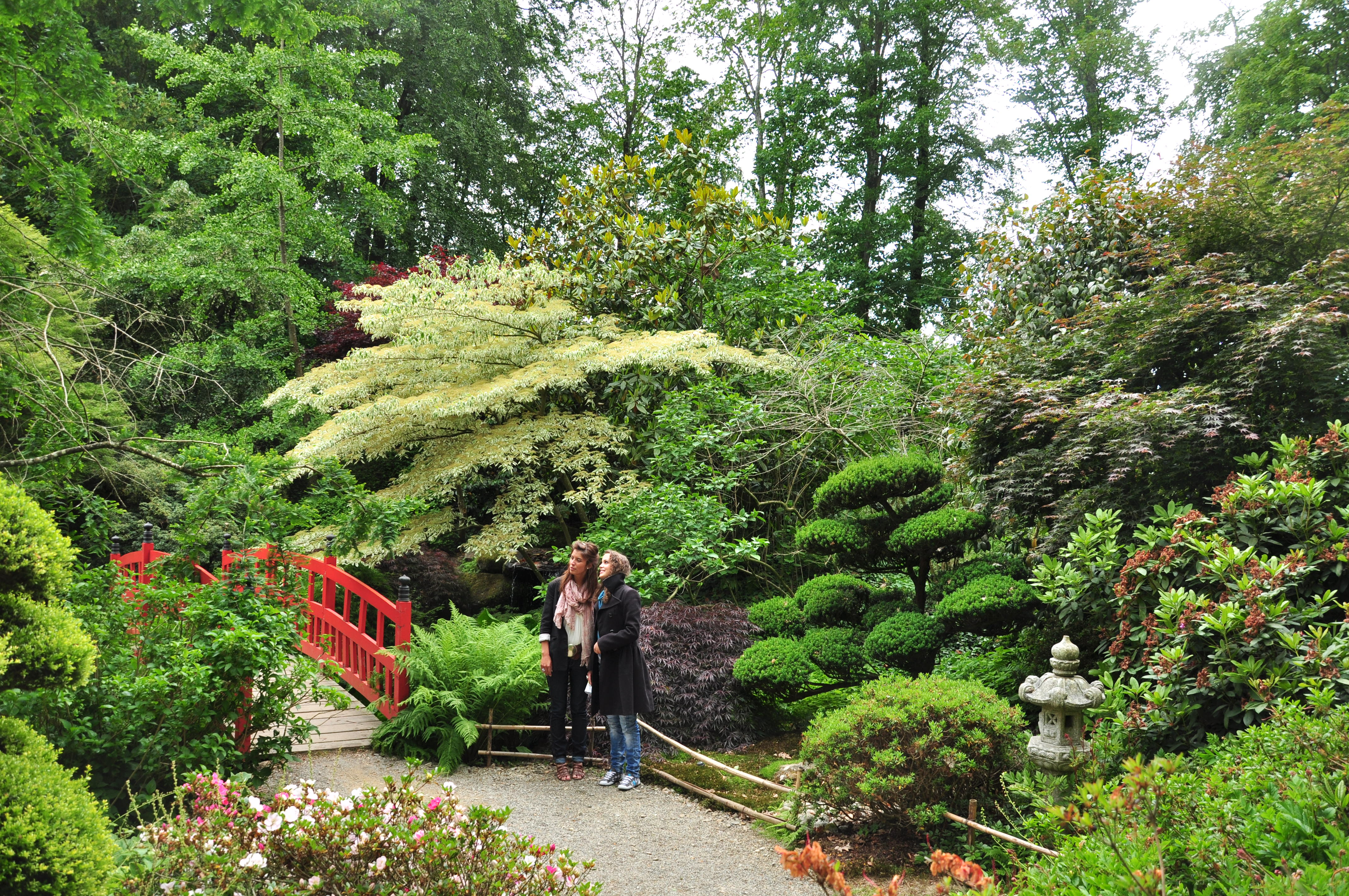
Parc botànic de l'Alta Bretanya - Le Chatêllier
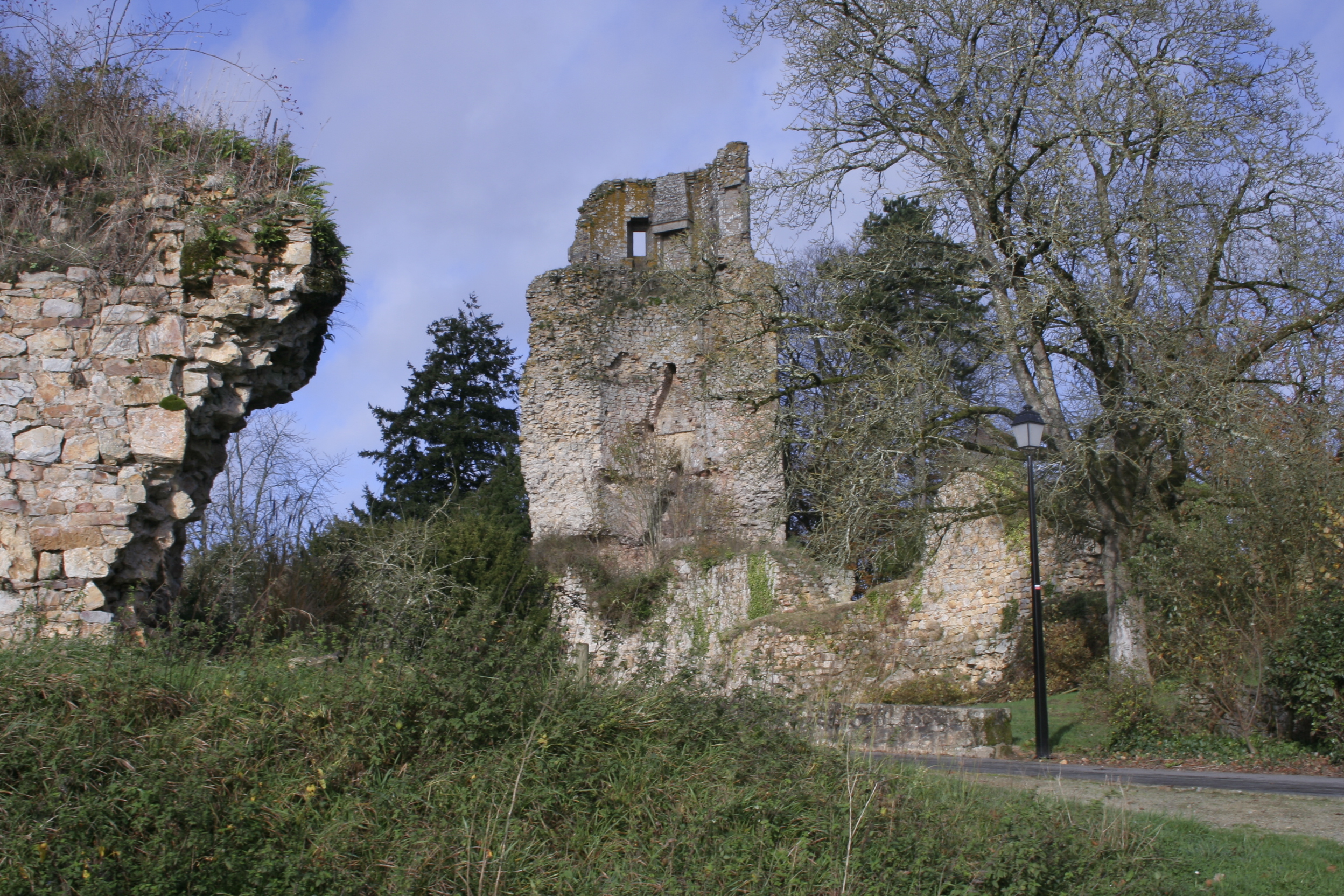
Ruines à Saint-Aubin-du-Cormier
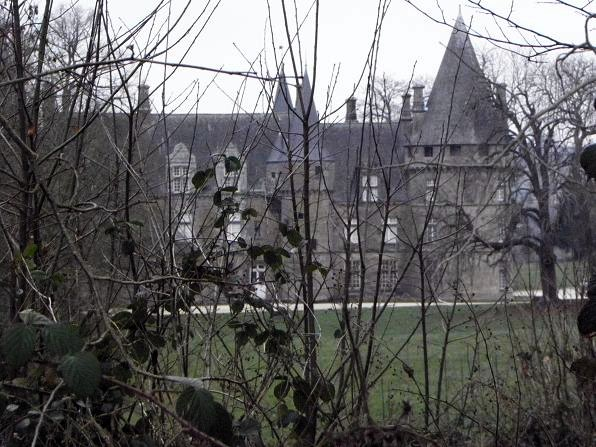
Antrain - Castell de Bonnefontaine

## Les 58 comunes

### Cantó d'Antrain
- Antrain ;
- Bazouges-la-Pérouse ;
- Chauvigné ;
- La Fontenelle ;
- Marcillé-Raoul ;
- Noyal-sous-Bazouges ;
- Rimou ;
- Saint-Ouen-la-Rouërie ;
- Saint-Rémy-du-Plain ;
- Tremblay.

### Cantó de Fougères-Nord
- Beaucé ;
- La Chapelle-Janson ;
- Fleurigné ;
- Fougères (fraction) ;
- Laignelet ;
- Landéan ;
- Le Loroux ;
- Luitré ;
- Parigné ;
- La Selle-en-Luitré.

### Cantó de Fougères-Sud
- Billé ;
- Combourtillé ;
- Dompierre-du-Chemin ;
- Fougères (fraction) ;
- Javené ;
- Lécousse ;
- Parcé ;
- Romagné ;
- Saint-Sauveur-des-Landes.

### Cantó de Liffré
- Livré-sur-Changeon.

### Cantó de Louvigné-du-Désert
- Louvigné-du-Désert ;
- Saint-Georges-de-Reintembault ;
- La Bazouge-du-Désert ;
- Mellé ;
- Le Ferré ;
- Poilley ;
- Villamée ;
- Monthault.

### Cantó de Saint-Aubin-du-Cormier
- La Chapelle-Saint-Aubert ;
- Gosné ;
- Mézières-sur-Couesnon ;
- Saint-Aubin-du-Cormier ;
- Saint-Christophe-de-Valains ;
- Saint-Georges-de-Chesné ;
- Saint-Jean-sur-Couesnon ;
- Saint-Marc-sur-Couesnon ;
- Saint-Ouen-des-Alleux ;
- Vendel.

### Cantó de Saint-Brice-en-Coglès
- Baillé ;
- Le Châtellier ;
- Coglès ;
- Montours ;
- Saint-Brice-en-Coglès ;
- Saint-Étienne-en-Coglès ;
- Saint-Hilaire-des-Landes ;
- Saint-Germain-en-Coglès ;
- Saint-Marc-le-Blanc ;
- La Selle-en-Coglès ;
- Le Tiercent.